# 금동보살입상
금동보살입상(金銅菩薩立像)은 다음을 가리킨다.

## 국보 지정
- 금동보살입상 (국보 제129호) - 서울 리움미술관
- 구미 선산읍 금동보살입상 (국보 제183호) - 국립대구박물관
- 구미 선산읍 금동보살입상 (국보 제184호) - 국립대구박물관
- 금동보살입상 (국보 제200호) - 부산광역시립박물관
- 공주 의당 금동보살입상 (국보 제247호) - 국립공주박물관
- 금동보살삼존입상 (국보 제134호) - 삼성미술관 Leeum

## 보물 지정
- 금동보살입상 (보물 제285호) - 서울 간송미술관
- 금동보살입상 (보물 제333호) - 국립중앙박물관
- 금동보살입상 (보물 제780호) - 서울 리움미술관
- 부여 군수리 금동보살입상 (보물 제330호) - 국립부여박물관

## 시도 유형문화재
- 천안 성거산 천성사명 금동보살입상 (충청남도 유형문화재 제168호)

## 같이 보기
- 제목에 "금동보살입상" 항목을 포함한 모든 문서
- 금동관음보살입상
- 금동여래입상

| Disambiguation icon | 이 문서는 명칭이 같고 같은 종류에 속하는 여러 대상을 연결하는 색인 문서입니다. |